# Земные токи

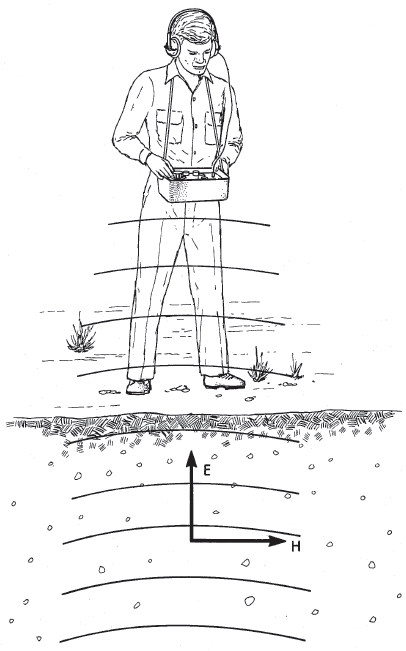
Один из способов измерения земных токов

Земные токи, теллурические токи (от лат. tellūs — земля) — электрические токи, которые текут по поверхности Земли. Впервые они были обнаружены в заземлённой телеграфной линии как помеха, препятствующая нормальной эксплуатации электрического телеграфа.
В условиях современных лабораторий земные токи обнаруживает потенциометр путём наблюдения разности потенциалов между двумя электродами, помещенными в разные точки грунта. В современной науке земные токи объясняются вращением Земли, при котором происходит трение между земной поверхностью и слоями атмосферы.
На 2013 год насчитывается 32 гипотезы, объясняющие механизм возникновения земных токов.

## Обнаружение
Фокс и Беккерель (1830), исходя из теории магнетизма Ампера, искали и нашли электрические токи в земной поверхности. Позже, когда телеграфы покрыли поверхность земли сетью проводов с концами, погруженными в землю, земные токи, нередко вызывавшие в этих проводах сильные электрические возмущения, начали подвергаться более тщательному изучению. Исследование земных токов производилось Барловым (1849) и Эри (1860—90) в Англии, Гейсигом в Германии, Пальмиери в Италии, Блавье (1884) и Маскаром (1890, в обсерватории Сен-Мор около Парижа), П. Бахметьевым в Болгарии (1892—1893) и после 1882 г. производились в г. Павловске Г. Вильдом.

## Значение и гипотезы
В конце XIX века для наблюдения земных токов соединяли концы изолированной проволоки с двумя металлическими пластинами, закопанными в землю на расстоянии 1 км или более друг от друга. В проволоку вводится гальванометр, показания которого наблюдают через известные промежутки времени. На конец XIX века познания о земных токах весьма скудны, более или менее несомненны лишь следующие факты:
- напряжение тока между точками, удаленными на 1 км, колеблется обыкновенно от 0 до 0,06 вольта;
- направление токов непрерывно меняется, наиболее часто от ЮЗ к СВ;
- суточный ход токов представляет довольно ясно выраженный максимум и минимум, проявляющиеся в разных местах в разное время;
- токи находятся в несомненной, но неясной связи с изменениями магнитного состояния Земли и с явлением атмосферного электричества;
- сильные токи вообще не совпадают по времени с сильными магнитными и электрическими возмущениями.

Большинство ученых приводит явления токов в связь с магнитными свойствами Земли. Из них одни видят в токах причину, другие следствие магнитности Земли. Некоторые (Прис, Вильд) указывают на связь токов с явлением солнечных пятен, другие (Бахметьев) видят в них термоэлектрические явления и приводят их в связь с ходом суточной температуры, третьи (Ландезеер) приписывают их электризации ветром поверхности Земли и т. д.